# Kaman SH-2 Seasprite
Il Kaman SH-2 Seasprite era l'elicottero medio navale standard dell'US Navy, anche se ormai è stato largamente sostituito dal SH-60 Seahawk.

## Tecnica
Il Seasprite, con un aspetto compatto ma non particolarmente attraente, aveva un carico utile di vari sensori radar e sonar e di un paio di siluri da 324 mm ASW o 2 cariche di profondità convenzionali o atomiche. In effetti, i sensori sonar erano dati da una coppia di sonoboe (boe radioacustiche), ma spiccava l'assenza di un sonar ad immersione, il che costringeva l'elicottero, una volta esaurite le boe, a basarsi solo sul radar (inutile in caso il sottomarino sia completamente immerso) e sui dati trasmessi sul circuito dati (data link) dalla nave base. I sistemi ASW di bordo comprendono un processore di dati acustici AN/UYS-503 ed un processore di segnale asservito alle sonoboe. Inoltre era dotato di sistemi ESM (Electronic Support Measures) e di MAD (Magnetic Anomalie Detector), cioè un magnetometro per metalli ferrosi che rileva lo scafo di un sottomarino immerso entro una certa profondità, purché in acciaio; non vengono rilevati, invece gli scafi in titanio dei sottomarini appartenenti, ad esempio alle classi Alfa, Sierra e Severodvinsk russe.
Tutti i sottosistemi sono integrati tramite il data bus MIL-STD 1553B e mostrati sul display tattico AN/ASN-150. L'integrazione dei sensori e l'uso di data link lo rendono anche in grado di guidare la traiettoria di missili superficie-superficie come l'Harpoon, conferendo al velivolo una capacità multimissione.

## Operatori esteri
L'SH-2 ha avuto poco successo nel mercato estero, ma la versione più recente, la G, molto migliorata in ogni campo e definita SuperSeasprite, ha avuto una certa diffusione dal momento che molte navi ex-US Navy cedute ad alleati, e specificatamente le fregate della classe O. H. Perry del primo lotto, avendo il ponte di volo non sufficientemente lungo, non potevano operare con grossi elicotteri come sono gli S-61.
In effetti, la marina australiana (Royal Australian Navy), aveva in programma l'acquisto di 11 esemplari della versione G, ricavati da vecchie cellule della versione F con l'avionica aggiornata, ma dopo una serie impressionante di deficienze palesate durante i voli di prova (oltre 40), in primo luogo sono state emanate delle restrizioni operative sul loro uso in condizioni meteo o di luce non ottimali, e successivamente l'intero squadrone, l'805°, è stato messo a terra nel 2006, probabilmente in via definitiva, e i Seasprite messi in attesa di essere venduti e sostituiti dai ben più capaci SH-60 Sea Hawk o dagli EH-101.
I neozelandesi, invece avendo acquistato 5 esemplari con cellule nuove, e non ricostruite a differenza degli australiani, operano senza problemi i loro SH2-G dalle loro due fregate della classe Anzac. In passato anche la RNZN (Royal New Zealand Navy) ha utilizzato la versione F del Seasprite, anche in teatro di operazioni durante la missione di pace a Timor Est.
Altri operatori sono l'Egitto e la Polonia, anche loro acquirenti di fregate della classe Perry ex-statunitensi. I 10 esemplari di SH2-G egiziani sono dotati di sonar filabile ad immersione.
Gli esemplari non statunitensi sono in grado di portare missili antinave.

## Sperimentazioni
Per questo velivolo fu sviluppato un pod esterno, chiamato Magic Lantirn, che permetteva di rilevare mine subacquee a profondità variabile. Questo apparato, basato su un laser a luce verde-blu e su sei apparecchi da ripresa che prendevano simultaneamente immagini a profondità diverse, venne sperimentato presso la Naval Air Station Joint Reserve Base, a Willow Grove (Pennsylvania), dallo Helicopter Antisubmarine Squadron Light (HSL) 94, una unità della riserva navale, e poteva dotare di capacità di scoperta autonoma anti mine le unità navali. Un computer poi si occupava di discriminare i vari oggetti rilevati, compensando anche la diversa trasparenza o pulizia dell'acqua (il cosiddetto "fattore k").

## Utilizzatori

### Militari
Australia
- Royal Australian Navy

10 SH-2G in servizio dal 2003 al 2008. Tutti ceduti alla Royal New Zealand Air Force il 19 marzo 2013.
 Egitto
- El Qūwāt El Gawīyä El Maṣrīya

14 SH-2G consegnati dal 1997. 10 SH-2G in servizio al giugno 2019.
 Nuova Zelanda
- Royal New Zealand Air Force/Royal New Zealand Navy

3 SH-2F (più una cellula come fonte di ricambi) consegnati nel 1997, ed in servizio tra il 1998 e il 2001. 5 SH-2G (NZ) in servizio tra il 2001 e il 2014. I 5 SH-2G (NZ) ceduti alla marina Peruviana nel 2014. 10 SH-G ex Royal Australian Navy ordinati il 19 aprile 2013, otto dei quali, in seguito all'aggiornamento allo standard SH-2G(I), sono entrati in servizio nel marzo 2015, mentre le restanti due cellule sono state utilizzate come fonte di pezzi di ricambio.
 Perù
- Marina de Guerra del Perú

5 5 SH-2G (NZ) ex neozelandesi acquistati nel 2014. Il primo, semplicemente revisionato, è stato consegnato a maggio 2018 per compiere attività addestrativa. I successivi quattro, ricondizionati allo standard P2, sono stati consegnati nel 2022. L'aggiornamento a tale standard comprende un'avanzata suite di sensori, sedici boe-sonar, siluri Mk-46 o 2 missili AGM-65D Maverick.
 Polonia
- Marynarka Wojenna

4 SH-2G ricevuti a partire dal 2002
 Stati Uniti
- United States Air Force
- United States Navy